# Rhabdotorrhinus
Rhabdotorrhinus és un gènere d'ocells de la família dels buceròtids. S'han descrit 4 espècies dins aquest gènere.
- calau paput (Rhabdotorrhinus corrugatus).
- calau caragroc (Rhabdotorrhinus exarhatus).
- calau de Vieillot (Rhabdotorrhinus leucocephalus).
- calau de Walden (Rhabdotorrhinus waldeni).